# Elhagyott játékok
Az Elhagyott játékok (eredeti cím: The Forgotten Toys) angol televíziós rajzfilmsorozat. Magyarországon a Minimax és az RTL Klub adta.

## Ismertető
A karácsony utáni éjszakán Teddy, a morgós játékmaci és Annie, a rongybaba a szemetesben kötnek ki, mert a gazdáik kidobták mindkettőjüket, mivel a gyerekek karácsonyra kaptak új játékokat, akik már sokkal modernebbek náluk. Teddy ezt nem tudja elhinni, és kiabál, hogy jöjjenek értük. Annie elmondja, hogy a gyerekeknek nem kellenek többé, de ezt Teddy még mindig nem érti meg. Ez a mese Annie és Teddy történetét mutatja be. A két hős minden epizódban hajmeresztő kalandba keveredik, és sokszor mókás helyzetbe kerül.

## Szereplők
| Szereplő       | Eredeti hang      | Magyar hang       | Leírás                                                   |
| -------------- | ----------------- | ----------------- | -------------------------------------------------------- |
| Teddy          | Bob Hoskins       | Balázs Péter      | A morgós, nehezen értő játékmedve                        |
| Annie (Copfos) | Joanna Lumley     | Vándor Éva        | Az előkelő, szép rongybabalány.                          |
| Chauncey       | Sir Clement Freud | Dobránszky Zoltán | Az öreg kivert kutya, de csak a pilot filmben szerepelt. |
| Keef           | Andrew Sachs      | Fazekas István    | A magas rabló.                                           |
| Kath           | Kate Sachs        | Antal Olga        | A kövér női rabló.                                       |

További magyar hangok: Bessenyei Emma, Minárovits Péter, Rajkai Zoltán, Simonyi Piroska (Csibe), Surányi Imre, Szénási Kata, Szokol Péter, Várday Zoltán, Varga Tamás

## Epizódlista
1. Újra egyedül
2. Nem is olyan vidám
3. Kísértet kaland
4. Az új állatkert
5. A játékhős
6. Játéksztárok
7. A játék cowboyok
8. Játék tárgyalás
9. Játékok a kórházban
10. A kiscsibe
11. Cicoma
12. Úton
13. Az égő játékok
14. Bátor kapitány
15. Játék kémek
16. Játék háború
17. Játék típusú találkozások
18. Teddy, a nagy varázsló
19. Maci csere
20. Teddy szerelmes
21. Hajótörött játékok
22. Cirkuszi játékok
23. A kisbaba
24. Az úszólecke
25. Kutya egy nap
26. A nagy bevásárlás